# Московский театр оперетты
Моско́вский госуда́рственный академи́ческий теа́тр опере́тты, сокр. назв. «Московская оперетта» или просто Мосоперетта — музыкальный театр в Москве, первый государственный театр оперетты в СССР.
Расположен по адресу: ул. Большая Дмитровка, дом 6.
В репертуаре театра — классическая и современная оперетта, мюзиклы.

## История

### Частный театр
В 1922 году в эпоху новой экономической политики СССР на улице Большая Дмитровка, дом 17, в здании бывшего Дмитровского театра был открыт частный Московский театр оперетты. На этом месте затем было выстроено здание Музыкального театра имени К. С. Станиславского и Вл. М. Немировича-Данченко. В тесном помещении театра спектакли ставились только в холодное время года, а в конце весны творческий коллектив переезжал в Зеркальный театр сада «Эрмитаж».
В 1925 году театр был переименован в Московский театр музыкальной комедии. После его закрытия в 1926 году был создан «Трудовой коллектив артистов оперетты» под руководством Николая Бравина, выступавший один сезон 1926/27 в помещении театра-варьете «Альказар». На базе этого коллектива был создан государственный Московский театр оперетты.

### Государственный театр
Московский театр оперетты открылся как государственный 24 ноября 1927 года — этот день официально считается датой основания театра. Одним из основателей театра был Григорий Ярон. Театр располагался в здании зимнего театра «Аквариум» на Большой Садовой улице, дом 16, где затем было выстроено новое здание, которое сейчас занимает Театр имени Моссовета. За историю своего существования театр не раз менял адреса. Во время Великой Отечественной войны театр располагался в эвакуации в городе Сталинске.
В 1988 году театр получил статус академического.

## Здание театра

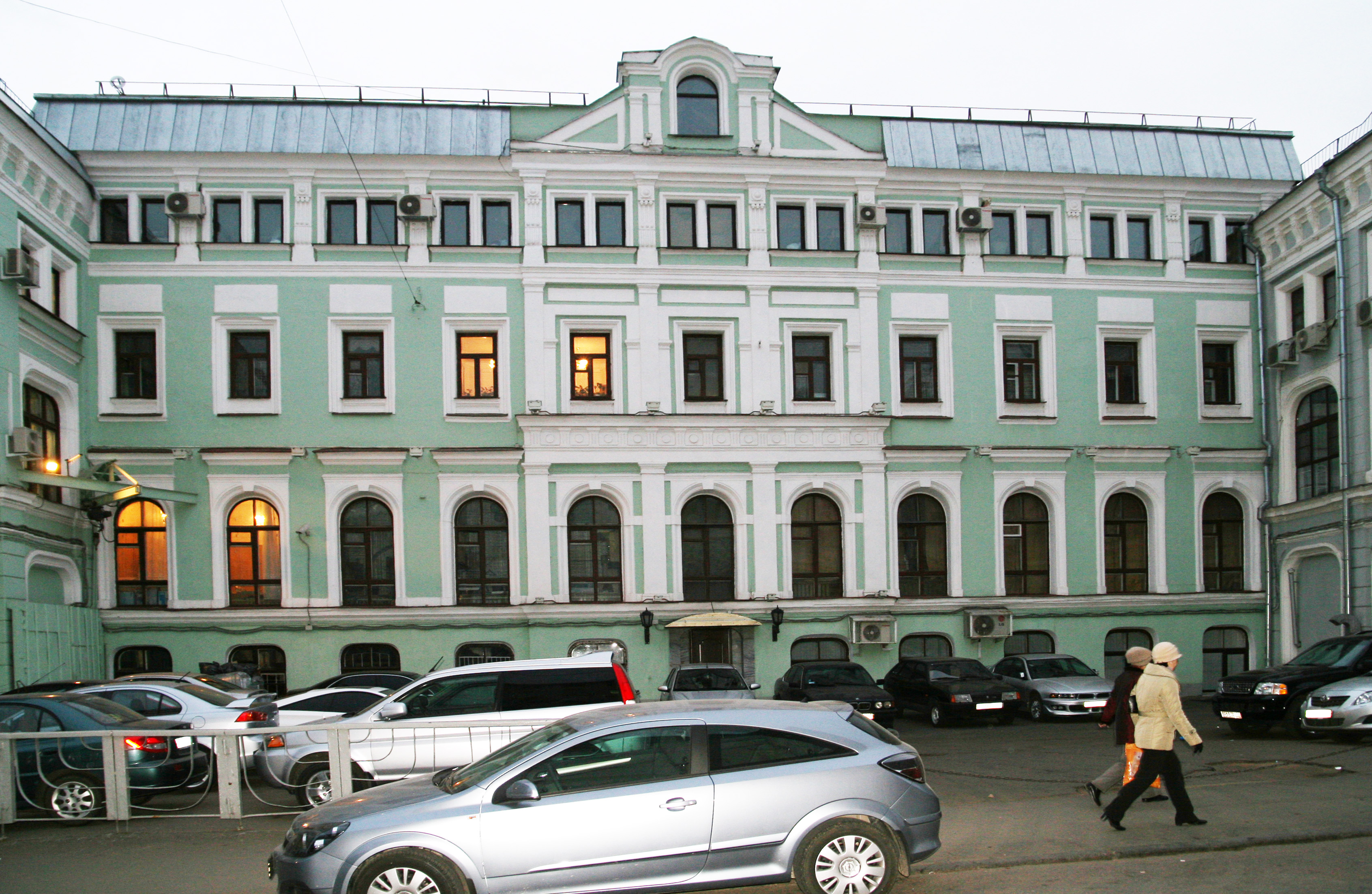
Корпус театра, выходящий на ул. Кузнецкий Мост

С 1961 года театр расположен в историческом здании второй половины XIX века на Большой Дмитровке, дом 6/2.
Ранее в этом здании располагались:
- 1886—1904 — Частная русская опера Саввы Мамонтова
- 1908—1917 — Оперный театр Зимина
- 1917—1919 — Театр Совета рабочих депутатов
- 1919—1921 — Малая государственная опера
- 1921—1922 — Театр музыкальной драмы
- 1922—1924 — Первая свободная опера С. И. Зимина
- 1925—1928 — Экспериментальный театр
- 1929—1935 — Второй Государственный театр оперы и балета
- 1936—1961 — филиал Большого театра (переехал в Кремлёвский дворец съездов)

### Зрительный зал
Зрительный зал рассчитан на 1600 мест и включает в себя партер, ложи бенуара, амфитеатр, бельэтаж и ложи бельэтажа, балконы и ложи 1-го и 2-го ярусов, однако некоторые ложи заняты под световое оборудование, а балкон 2-го яруса не эксплуатируется.
Зал оформлен в бордово-золотых тонах, оборудован современным световым и звуковым оборудованием. Плафон зрительного зала расписан художником Константином Коровиным и представляет собой расположенные по кругу 12 портретов русских и зарубежных композиторов: Глинки, Чайковского, Бетховена, Римского-Корсакова, Моцарта, Рубинштейна, Даргомыжского, Бизе, Мусоргского, Верди, Бородина, Вагнера. Имена этих композиторов не связаны с опереттой или мюзиклом, так как роспись плафона сделана до того, как здание было передано труппе Московского театра оперетты.

## Труппа
Первоначально в театре работали актрисы: З. Л. Светланова, Т. Я. Бах, А. Г. Цензор, К. М. Новикова, Р. Ф. Лазарева, Е. Л. Легат, Е. Д. Щетинина, В. К. Павловская. В первом мужском составе ведущими были Н. А. Дашковский, Н. М. Бравин, В. С. Володин, К. Д. Греков, Д. С. Давыдов, Д. Ф. Джусто, Г. М. Ярон (позднее — также режиссёр), В. А. Кларов, А. П. Елизаветский, М. И. Кобрин, В. А. Щавинский.
Оркестр театра возглавил Ф. Ф. Эккерт. Балетмейстером был приглашён В. Н. Кузнецов, художником — Е. Соколов. В хоре начинали свою карьеру популярные впоследствии солисты театра Е. Я. Лебедева и М. А. Качалов.
На сцене Московского театра оперетты в разные годы пели Серафим Аникеев, Зоя Белая, Александр Горелик, Митрофан Днепров, Елена Малукова, Василий Алчевский, Николай Рубан, Татьяна Санина, Капитолина Кузьмина, Татьяна Шмыга, Анатолий Пиневич, Владимир Канделаки (также режиссёр), Юрий Богданов, Ираида Муштакова, Светлана Варгузова, Герард Васильев, Юрий Веденеев, Лилия Амарфий, Виталий Мишле, Валентина Белякова, Сергей Алимпиев, Вячеслав Богачёв, Елена Зайцева, Пётр Борисенко, Елена Ионова, Александр Каминский, Марина Коледова, Валентина Марон, Эмиль Орловецкий, Николай Каширский, Владимир Шишкин, Алексей Феона, Зоя Иванова.

## Репертуар
Первый спектакль театра — «Игра с Джокером» (музыка М. Багриновского, постановка Р. Симонова и Г. Ярона). Одна из первых постановок — оперетта «Женихи» Исаака Дунаевского — первый успех театра.
Наиболее значимые постановки первых сезонов — «Золотая долина», «Сын клоуна», «Белая акация» И. О. Дунаевского, «Холопка» Н. М. Стрельникова, «Поцелуй Чаниты», «Девичий переполох» Ю. С. Милютина; «Весёлая вдова» Ф. Легара, «Летучая мышь» И. Штрауса, «Фиалка Монмартра» И. Кальмана.
Среди постановок театра такие известные мюзиклы, как: Моя прекрасная леди (1964), Вестсайдская история (1965), Метро (1999), Нотр-Дам де Пари (2002), Ромео и Джульетта (2004), Монте-Кристо (2008), Хелло, Долли! Дж. Хермана (2009), Граф Орлов (2012), Анна Каренина (мюзикл, 2016).

### Премьеры

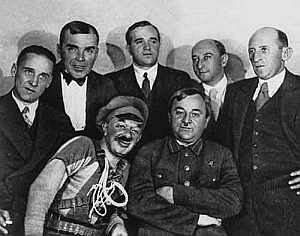
После премьеры оперетты «Свадьба в Малиновке». В первом ряду Г. Ярон и А. Александров. Автор Б. Александров — во втором ряду, в центре. 8 ноября 1937 года

Мировые премьеры в Московском театре оперетты:
- «Женихи» И. Дунаевского (декабрь 1927)
- «Свадьба в Малиновке» Б. Александрова (8 ноября 1937)
- «Самое заветное» В. Соловьёва-Седого (2 октября 1952)[7]
- «Монте-Кристо» Р. Игнатьева (1 октября 2008)
- «Граф Орлов» Р. Игнатьева (6 октября 2012)
- «Анна Каренина» Р. Игнатьева (8 октября 2016)

Первые постановки в России:
- «Орлиные перья» Ф. Фаркаша (21 января 1953)[8]
- «Нотр-Дам де Пари» Р. Коччанте (21 мая 2002)

### Текущий репертуар
| Репертуарные спектакли - «Каприз императрицы», М. Дунаевский (премьера) - «Дочь Монтесумы», Р. Игнатьев (премьера) - «Grand Канкан», музыка отечественных и зарубежных исполнителей - «Баядера», И. Кальман - «Брак по-итальянски», Г. Шайдулова - «Джейн Эйр», К. Брейтбург - «Доходное место», Г. Гладков - «Золушка», А. Семёнов - «Королева чардаша», И. Кальман - «Король Артур», Г. Шайдулова - «Куртизанка», А. Журбин - «Летучая мышь», И. Штраус - «Любовь и голуби», А. Семёнов - «Мистер Икс», И. Кальман - «Ромео vs Джульетта XX лет спустя», А. Укупник - «Собака на сене», А. Клевицкий - «Фанфан-тюльпан», А. Семёнов - «Фиалка Монмартра», И. Кальман - «Цыганский барон», И. Штраус | Мюзиклы-проекты - «Анна Каренина», Р. Игнатьев - «Монте-Кристо», Р. Игнатьев - «Граф Орлов», Р. Игнатьев |

## Адреса в Москве
- 1922—1926 — ул. Б. Дмитровка, 17 — Московский театр оперетты (частный)
- 1926—1927 — ул. Б. Садовая, 18 — «трудовой коллектив артистов оперетты»
- 1927 — ул. Б. Садовая, 16 — Московский театр оперетты (государственный)
- 1937—1939 — Зелёный театр в ЦПКиО им. Горького
- 1941 — Варварская пл., здание Театра народного творчества
- 1945 — ул. Б. Дмитровка, 1/6, Колонный зал Дома Союзов (несколько постановок)[10]
- ~1940—1961 — ул. Б. Садовая, 18 — здание цирка братьев Никитиных, с 1965 года — Театр сатиры
- С 1961 — ул. Б. Дмитровка, 6

## Награды
- Орден Трудового Красного Знамени (25 октября 1977 года) — за заслуги в развитии советского театрального искусства[11].
- Благодарность Президента Российской Федерации (30 января 2008 года) — за большой вклад в развитие отечественного музыкального искусства и достигнутые творческие успехи[12].
- Почётная грамота Московской городской думы (23 ноября 2022 года) — за заслуги перед городским сообществом и в связи с юбилеем[13].